# Provincia di Essaouira

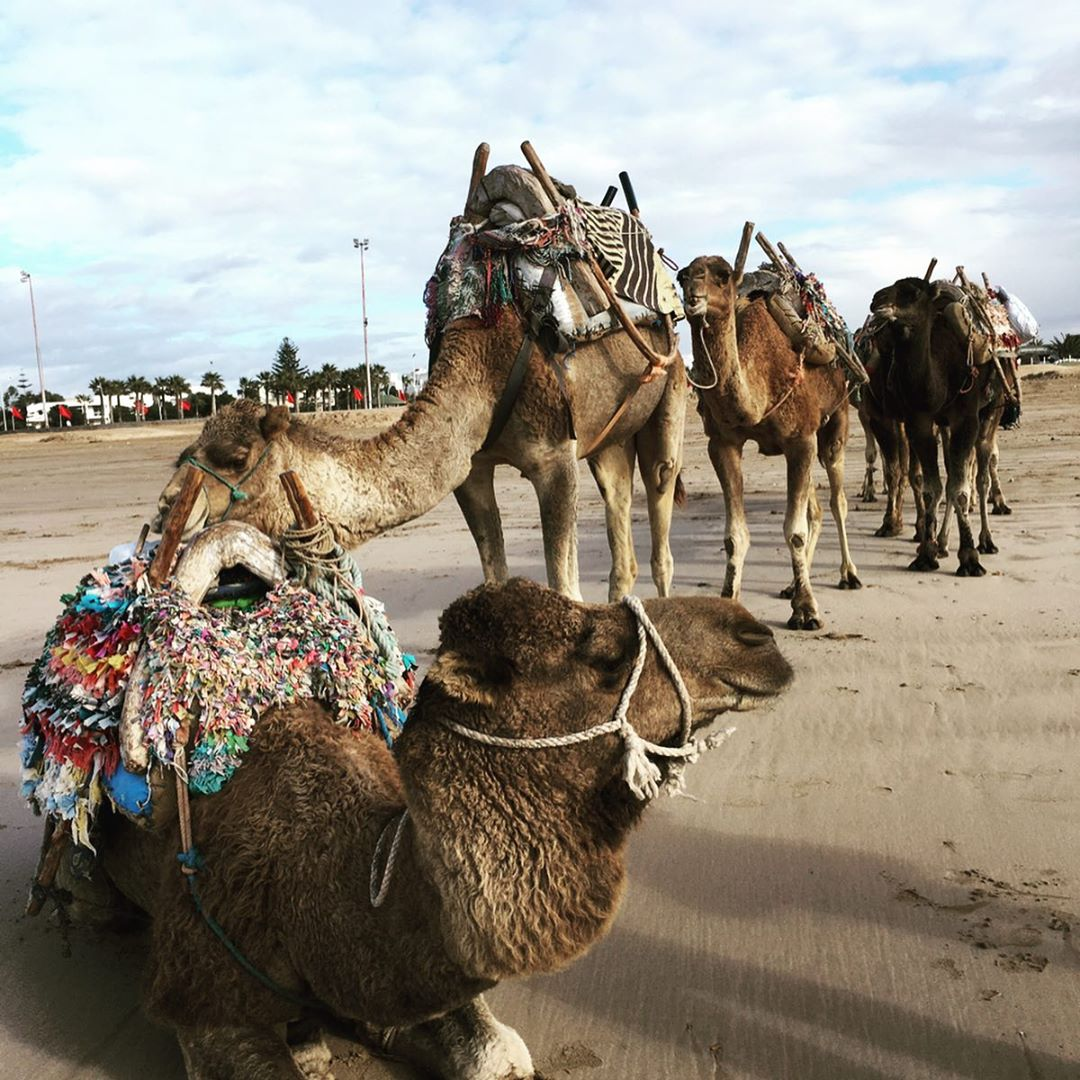
Dromedari nella spiaggia di Essaouira

La provincia di Essaouira è una delle province del Marocco, parte della regione di Marrakech-Safi.

## Geografia antropica

### Suddivisioni amministrative
La provincia di Essaouira conta 5 municipalità e 52 comuni:

#### Municipalità
- Ait Daoud
- El Hanchane
- Essaouira
- Talmest
- Tamanar

#### Comuni
- Adaghas
- Aglif
- Aguerd
- Ait Aissi Ihahane
- Ait Said
- Aquermoud
- Assais
- Bizdad
- Bouzemmour
- Ezzaouite
- Had Dra
- Ida Ou Aazza
- Ida Ou Guelloul

- Ida Ou Kazzou
- Imgrade
- Imi N'Tlit
- Kechoula
- Korimate
- Lagdadra
- Lahsinate
- Mejji
- Meskala
- M'Khalif
- Mouarid
- Moulay Bouzarqtoune
- M'Ramer

- Mzilate
- Oulad M'Rabet
- Ounagha
- Sidi Abdeljalil
- Sidi Ahmed Essayeh
- Sidi Aissa Regragui
- Sidi Ali El Korati
- Sidi Boulaalam
- Sidi El Jazouli
- Sidi Ghaneme
- Sidi H'Mad Ou Hamed
- Sidi Hmad Ou M'Barek
- Sidi Ishaq

- Sidi Kaouki
- Sidi Laaroussi
- Sidi M'Hamed Ou Marzouq
- Smimou
- Tafedna
- Tafetachte
- Tahelouante
- Takate
- Takoucht
- Targante
- Tidzi
- Timizguida Ouftas
- Zaouiat Ben Hmida